# Addicted to Plastic
Addicted to Plastic ist ein Dokumentarfilm des Kanadiers Ian Connacher, der die von Kunststoffen verursachten Umweltprobleme und Lösungsansätze weltweit untersucht.